# Nahe (flod)
 For alternative betydninger, se Nahe. (Se også artikler, som begynder med Nahe)
Nahe er en flod i  den tyske delstat Rheinland-Pfalz og en af Rhinens bifloder fra venstre bred med en længde på 116 km. Floden løber gennem det kendte vinområde, hvis vine konkurrerer med Mosels og Rhinens. Navnet Nahe kommer af latin Nava, som på keltisk betyder «den vilde flod». Nahe adskiller den nordlige del af Pfalz fra Hunsrück.
Floden har sit udspring i Nohfelden (Saarland) og løber gennem Rheinland-Pfalz og munder ud i Rhinen i byen Bingen ved Rhinknækket. Andre byer ved Nahe er Idar-Oberstein, Kirn, Bad Kreuznach og Bretzenheim.
49°32′27″N 7°01′33″Ø / 49.5408°N 7.0258°Ø